# Eligius
Sankt Eligius, född cirka 588 i Chaptelat, Limoges, Frankrike, död den 1 december 660 Noyon, Frankrike, är ett skyddshelgon.

## Biografi
Eligius var chefsrådgivare till Dagobert I, merovingisk kung av Frankrike. Han utsågs till biskop i Noyon-Tournai tre år efter kungens död 642 och arbetade i tjugo år för att vinna den hedniska befolkningen i Flandern till kristendomen.
Enligt traditionen var han ursprungligen guldsmed och hans attribut är smidesverktyg och hästhov eller hästfot.
Sankt Eligius är skyddspatron för hantverkare av alla slag, arbetare, gruvarbetare, metallarbetare, juvelerare, guldsmeder, förgyllare, bestickmakare, knivmakare, verktygstillverkare, myntare, myntsamlare, låssmeder, klockmakare, vagnmakare, seldonsmakare, sadelmakare, hästar, jockeys, hovslagare ryttare och veterinärer.